# Pobiedziska
Pobiedziska (deutsch Pudewitz) ist eine Stadt und Sitz der gleichnamigen Stadt- und Landgemeinde im Powiat Poznański der polnischen Woiwodschaft Großpolen.

## Geschichte

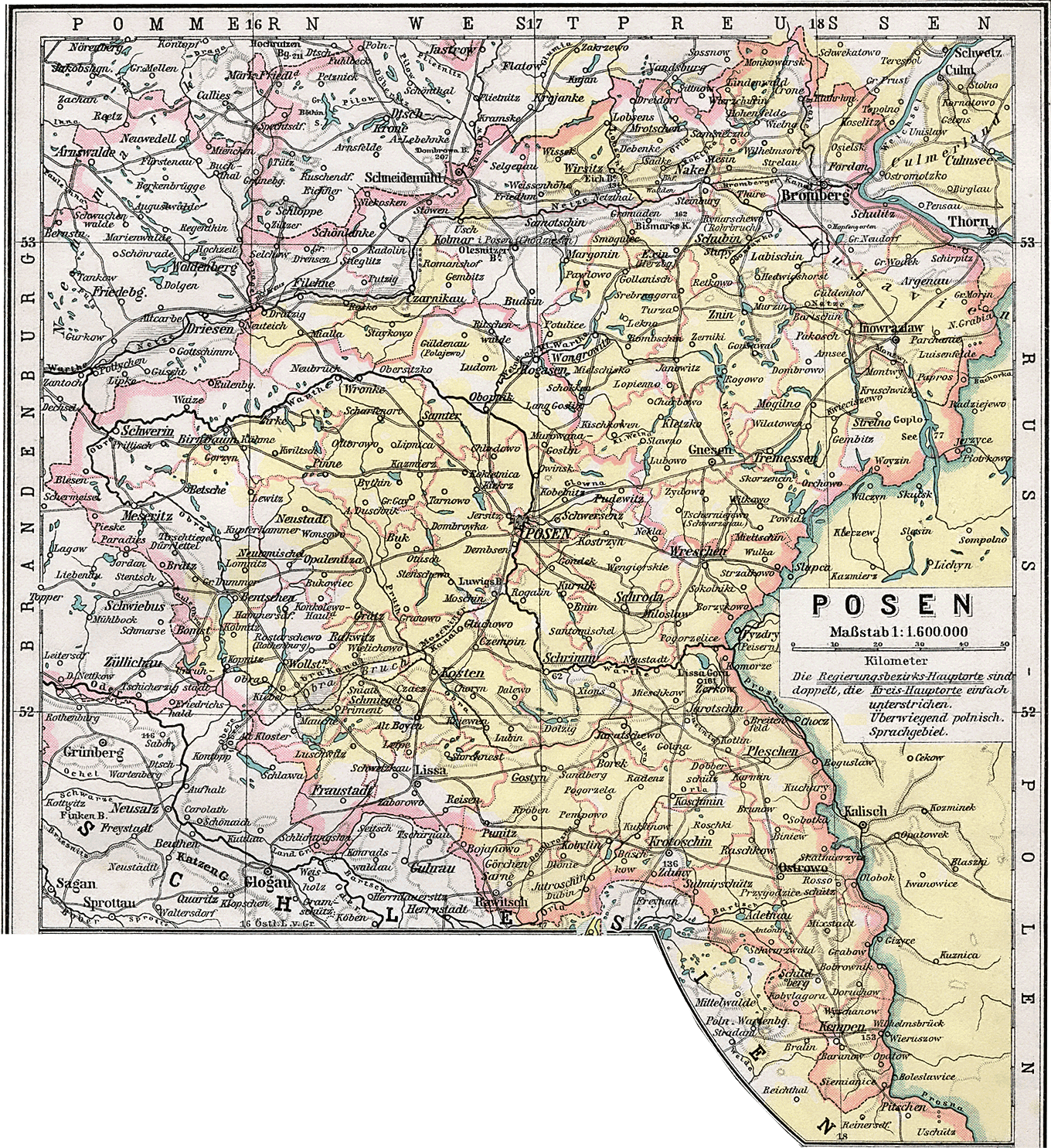
Pudewitz nordöstlich der Stadt Posen auf einer Landkarte der Provinz Posen von 1905 (gelb markierte Flächen kennzeichnen Gebiete mit seinerzeit mehrheitlich polnischsprachiger Bevölkerung).

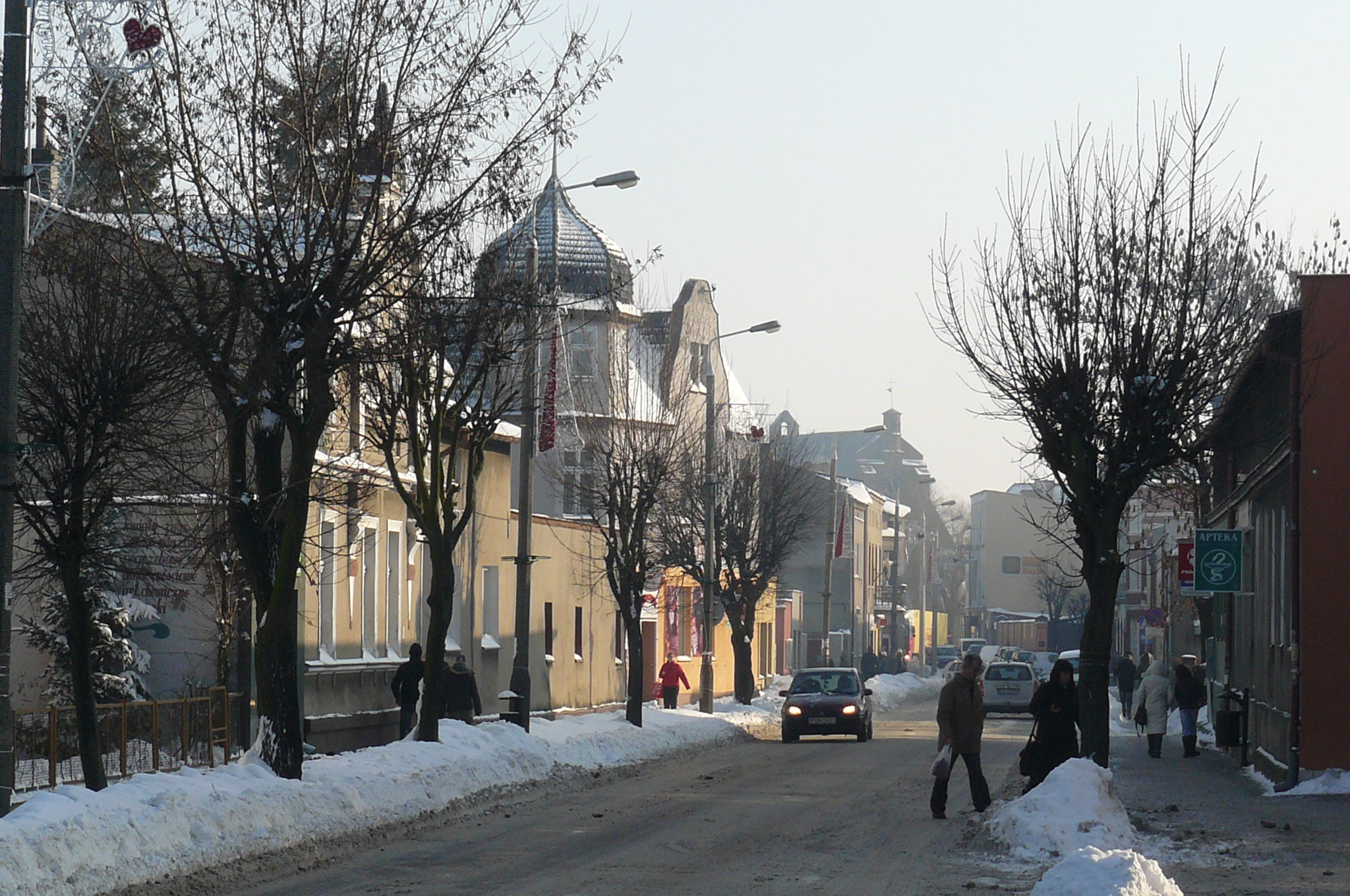
Straßenzug in Pudewitz

Die Ortschaft heißt in Urkunden 1254 Pobedysche, 1278 Pobobis, 1312 Pobedist und 1458 Pobyedziska und war schon vor 1258 als Stadt angelegt worden. Sie war mit Magdeburger Stadtrecht ausgestattet und unmittelbar. Seit 1296 war ihr Grundherr der Herzog Heinrich II von Glogau. Bei der Teilung des Landes unter dessen Söhnen 1312 erhielten Bolkow und Konrad die Stadt; diesen enriss sie jedoch bald der Polenkönig.
1425 ließ sich Władysław II. Jagiełło von der Stadt huldigen. Dass sie im 15. Jahrhundert bereits wirtschaftlich bedeutend war, ist daran zu erkennen, dass sie im Jahr 1458 gegen die Deutschordensritter 15 Krieger stellen musste. Die Stadt blieb später in polnischem Besitz, wurde von den Regenten jedoch wiederholt an polnische Adlige verpfändet, unter anderem 1511 auch an Lukas Gorka, so dass sie ihre Unmittelbarkeit zeitweise verlor. Pobiedziska war Starostei.
1793 kam die Stadt mit der Zweiten Teilung Polen-Litauens zusammen mit Posen und seinem Umland an Preußen und hieß nun Pudewitz. Vorübergehend gehörte die Stadt anschließend zum Herzogtum Warschau, wurde 1815 nach dem Wiener Kongress jedoch an Preußen zurückgegeben, wo sie bis 1887 zum Kreis Posen und bis 1918 zum Kreis Posen-Ost im Deutschen Reich gehörte.
Nach dem Ersten Weltkrieg wurde Pudewitz aufgrund der Bestimmungen des Versailler Vertrags am 10. Januar 1920 an die Zweite Polnische Republik abgetreten.
1939 wurde die Region im Rahmen des Überfalls auf Polen von der deutschen Wehrmacht besetzt. Am 26. Oktober 1939 wurde die bis dahin polnische Stadt Pobiedziska unter dem Namen Pudewitz völkerrechtswidrig vom Deutschen Reich annektiert. Gegen Ende des Zweiten Weltkriegs wurde die Region im Frühjahr 1945 von der Roten Armee besetzt. Bald darauf wurde die Ortschaft wieder Polen übergeben. Die deutschen Bewohner wurden in der Folgezeit von der örtlichen polnischen Verwaltungsbehörde vertrieben.

### Einwohnerzahlen
- 1800: 0796, davon 84 jüdische Einwohner[3]
- 1843: 1519[3]
- 1858: 1735[3]
- 1861: 1802[3]
- 1875: 2043[5]
- 1880: 2255[5]
- 1885: 2395, davon 807 evangelische, 1357 katholische und 231 jüdische Einwohner[6]
- 1890: 2428, davon 852 evangelische, 1358 katholische und 216 jüdische Einwohner[5]
- 1905: 3070, davon 1045 evangelische, 1894 katholische und 129 jüdische Einwohner[7]

## Gemeinde
Zur Stadt- und Landgemeinde (gmina miejsko-wiejska) gehören neben der Stadt Pobiedziska weitere 22 Ortsteile (deutsche Namen bis 1945) mit einem Schulzenamt (sołectwo), sowie die Siedlung Letnisko Leśne.
Bednary (Bednary, 1939–1945 Tonndorf)
Biskupice (Biskupitz, 1939–1943 Konradsau, 1943–1945 Kautzheim)
Bociniec (Lichtenfelde)
Borowo-Młyn (Waldstein)
Główna (Glowno, 1939–1945 Lauterbach)
Góra (Gurten)
Jankowo (Mariengrund)
Jerzykowo (Jentkental)
Kocanowo (Kocanowo, 1939–1945 Kronau)
Kociałkowa Górka
Kołata (Kolatta, 1939–1945 Pochhammer)
Latalice
Łagiewniki (Lagiewnik, 1939–1945 Lägeldorf)
Podarzewo (Podarzewo, 1939–1945 Kornfeld)
Polska Wieś (Forbach)
Pomarzanowice (Adlerhorst)
Promno (Promno, 1939–1945 Wildgarten)
Stęszewko (Stenschewko, 1939–1945 Walramsdorf)
Wagowo (Wagowo, 1939–1945 Utenhagen)
Węglewo (Wenglewo, 1939–1945 Köhlersfelde)
Wronczyn (Wronczyn, 1939–1945 Krähwinkel)
Złotniczki (Zlotniczki, 1939–1945 Güldenhof)
Weitere Ortschaften der Gemeinde sind:
Barcinek
Borówko (Waldheim)
Bugaj
Czachurki (Steinhof)
Gołun
Gołunin (Golunin, 1939–1945 Goldenau)
Gorzkie Pole (1939–1945 Bitterfeld)
Jerzyn (Gersin)
Jezierce
Kaczyna
Kołatka (Kolatka, ab 1906 Randhof)
Kowalskie (Eichenhof)
Krześlice (Dreilinden)
Promienko
Promno-Stacja
Pruszewiec
Stara Górka (Moorhausen)
Tuczno (Reichenau)
Uzarzewo-Huby (Soldanshof)
Wójtostwo (Ludwigsruh)
Zbierkowo
Wronczynek

## Politik

### Städtepartnerschaften
- Montfort-sur-Meu, Frankreich
- Marktheidenfeld, Deutschland
- Haaren, Niederlande
- Växjö, Schweden
- Karelitschy, Weißrussland

## Persönlichkeiten
- Wilhelm Gustav Kaiser, auch Willi Kaiser oder Willy Kaiser (* 16. Januar 1912; † 24. Juli 1986 in Gladbeck), deutscher Boxer im Fliegengewicht